# José Francisco Miguel António de Mendoça
José Francisco Miguel António de Mendoça, portugalski rimskokatoliški duhovnik, škof in kardinal, * 2. oktober 1725, Lizbona, † 11. februar 1818.

## Življenjepis
5. oktobra 1755 je prejel duhovniško posvečenje.
10. marca 1788 je bil imenovan za patriarha Lizbone; istega leta je bil še povzdignjen v kardinala (7. aprila) in prejel je škofovsko posvečenje (16. novembra).